# Llengües yokutianes
Les llengües yokutianes (també yok-uti o Hotian) engloben un grup de llengües ameríndies parlades a Califòrnia formada per tres famílies de llengües reconegudes des de fa llarg temps, les llengües miwok, les llengües ohlone (costano) i les llengües yokuts. D'aquests tres grups tant el grup miwok com el grup yokuts estan a la vora de l'extinció amb menys de 100 parlants cadascuna. El grup costano està totalment extint des de mitjan segle xx.

## Proposta
La sospita de parentiu entre el miwok, el costano i el yokuts és antiga, Alfred Kroeber que va estudiar les llengües de Califòrnia a la fi del segle xix i principis del XX, va proposar que aquests tres grups podrien estar relacionats entre si i amb altres dues famílies de Califòrnia, en una hipotètica família penutiana. Si bé aquesta hipòtesi va ser difícil de provar rigorosament, Edward Sapir i altres autors posteriors la van usar com a hipòtesis de treball no demostrada per classificar les llengües d'Amèrica.
Mentre que les connexions entre les llengües yokuts i utianes languages s'havien evidenciat després dels intents de reconstruir llur protollengua in 1986, no fou fins al 1991 quan Geoffrey Gamble va proposar i nomenar com a yokutià. El yokutià va rebre el suport posteriorment de Catherine Callaghan, qui ha defensat l'existència de la família sobre la base de similituds lèxiques, morfològiques i fonològiques entre les protollengües reconstruïdes. Tanmateix, ella i altres han assenyalat que si bé és convincent, l'evidència presentada no és concloent.
D'acord amb la proposta, la protollengua yokutiana va ser parlada per un grup originari de la Gran Conca, almenys ja el 4500 aC. Hi va haver una divisió al voltant del 2500 aC amb el grup que va començar a parlar protoutià va emigrar des de la Gran Conca cap a Califòrnia. El proto-miwok va començar a sorgir al nord de l'àrea de la badia de San Francisco entre el 1000 i el 500 aC, i va començar a estendre's a l'oest i al sud. El proto-costano va sorgir en l'àrea de la badia de l'est, com a divisió del grup més gran utià en algun moment després de l'any 1500 aC, si no abans. Tanmateix, Scott DeLancey i Victor Golla han proposat que la distribució lingüística podria ser el resultat d'una única migració posterior de parlants yokutians cap a Califòrnia.
Un dels components de l'evidència oferta per al yokutià és que les correspondències de so en les protollengües reconstruïdes per yokuts i la família utiana, com l'exemple següent.
| Proto-Yokuts | Proto-Utià | Traducció          |
| ------------ | ---------- | ------------------ |
| [*wa?in]     | [*wdja]    | "donar"            |
| [*?ath-]     | [*?at-]    | "trencar, dividir" |

## Classificació interna
A partir de les llistes de cognats la classificació de les llengües yokutianes reflectides en les reconstruccions de la fonologia sobre llistes de cognats suggereixen la següent relació:
I. Llengües yokuts
1. Palewyami (Arroyo Poso, Altinin)
2. Buena Vista
3. Yokuts general
II. Llengües utianes
II.A. llengües ohlone (costano)
4. Mutsun (Costano de San Juan Bautista) (†)
5. Rumsen (Rumsien) (†)
6. Chochenyo (Costano d'East Bay, Chocheño, Chocheno)
7. Ramaytush (Costano de San Francisco)
8. Tamyen (Costano de Santa Clara, Tamien) (†)
9. Awaswas (Costano de Santa Cruz) (†)
10. Chalon (Soledad, Cholon) (†)
11. Karkin (Carquin) (†)
I.B. llengües miwok
12. Miwok de la planura
13. Miwok de la badia (Saclan) (†)
14. Miwok de la sierra del nord
15. Miwok de la sierra central
16. Miwok de la sierra del sud
17. Miwok de la costa (†)
18. Miwok del llac

## Relació amb altres llengües
La hipòtesi penutiana segueix sent controvertida. Encara que s'ha avançat a suggerir relacions entre algunes llengües penutianes, i s'han fet hipòtesis prometedores de classificació interna, la qüestió de si existeix un parentiu demostrable entre el penutià californià i de l'altiplà, o més concretament si és possible reconstruir una protollengua que expliqui les similituds segueix sent una qüestió oberta.
Dins de la hipòtesi penutiana es va considerar que les llengües penutianes de Califòrnia podrien formar una unitat filogenètica vàlida. Aquesta hipòtesi avui dia és rebutjada per la majoria d'especialistes, encara els que accepten la hipòtesi penutiana en termes generals, ja que algunes llengües penutianes de la Meseta semblen tenir un parentiu tan proper a les llengües yokutianes com les llengües maidu o les llengües wintun. Alguns autors pensen que algunes de les similituds lèxiques del maidu i el wintu amb el yok-uti podrien deure's a préstecs recents (encara que a més de préstecs recents podria existir un parentiu anterior).
En qualsevol cas els suggeriments de parentius de les llengües yokutianes amb altres llengües apunten al fet que aquestes podrien estar relacionades amb altres llengües penutianes de l'Altiplà, d'Oregon o de Califòrnia, encara que els detalls d'aquest parentiu hipotètic no estan clars.